# Kurt Kürten
Kurt Kürten (* 1920; † 30. April 1993) war deutscher Heimatdichter, Zeichner und Heimatpfleger.
Er gründete 1981 in Langerfeld, einem Stadtteil von Wuppertal, dem er sehr verbunden war, die Langerfelder Bleichergruppe. Diese Gruppe zeigt mit Vorführungen auf diversen Veranstaltungen das Handwerk der Garnbleicher, wie es vor Jahrhunderten noch im Tal der Wupper betrieben wurde. Als Mundartdichter verfasste er zahlreiche humorvolle Gedichte im lokalen Dialekt und engagierte sich in diesem Bereich als Mitinitiator und Mitorganisator in den Schnatgängen und des Plattkallerkreises. Weiter gestaltete er viele Jahre den Langerfelder Kalender und malte zahlreiche Motive aus dem alten Langerfeld. Er baute ein ausgedehntes Langerfelder Archiv aus privaten Mitteln und sammelte Material für ein von ihm geplantes Langerfelder Museum.
Neben Günther Voigt war er maßgeblich an die Gestaltung der Langerfelder Gedenktafeln beteiligt.

## Ehrungen
Von der Westdeutschen Zeitung wurde er 1986 als „Wuppertaler des Jahres“ geehrt. Vom Bürgerverein erhielt er für sein vielfältiges Engagement für den Stadtteil die „Goldene Spule“. Ihm zu Ehren wurde im Juli 2004 die Fontaine und Platz am Wohnhaus Wilhelm-Hedtmann-Straße 3 nach Kürten-Fontaine und „Kurt-Kürten-Platz“ benannt.